# Lokve (Foča-Ustikolina)
Pour les articles homonymes, voir Lokve.
Lokve (en cyrillique : Локве) est un village de Bosnie-Herzégovine. Il est situé dans la municipalité de Foča-Ustikolina, dans le canton du Podrinje bosnien et dans la fédération de Bosnie-et-Herzégovine. Selon les premiers résultats du recensement bosnien de 2013, il compte 87 habitants.
Avant la guerre de Bosnie-Herzégovine, le village faisait partie de la municipalité de Foča ; à la suite des accords de Dayton (1995), il a été rattaché à la municipalité de Foča-Ustikolina nouvellement créée et intégrée à la fédération de Bosnie-et-Herzégovine.

## Démographie

### Évolution historique de la population
| 1948 | 1953 | 1961 | 1971 | 1981 | 1991 | 2013 |
| ---- | ---- | ---- | ---- | ---- | ---- | ---- |
| -    | -    | 107  | 623  | 533  | 258  | 87   |

|  |